# Hilda Leonor Pineda de Molins
Hilda Leonor Pineda de Molins (1909) foi uma política argentina. Ela foi eleita para o Senado em 1951 como uma das primeiras mulheres parlamentares na Argentina.

## Biografia
Nas eleições legislativas de 1951 Leonor foi candidata pelo Partido Peronista e uma das seis mulheres eleitas para o Senado. Representando Buenos Aires, tornou-se secretária da Comissão de Indústria e Comércio e fez parte da Comissão de Orçamento e Finanças. Em 1954 ela tornou-se na segunda vice-presidente do Senado, servindo brevemente como presidente em agosto de 1954; no ano seguinte, tornou-se na primeira vice-presidente.